# Erste Liebe
Erste Liebe é um filme helvético-teuto-húngaro de 1970, dos gêneros drama, romance e ficção histórica, dirigido por Maximilian Schell.
Foi indicado ao Oscar de melhor filme estrangeiro na edição de 1971, representando a Suíça.

## Elenco
- John Moulder-Brown	- Alexander
- Dominique Sanda - Sinaida
- Maximilian Schell - pai
- Valentina Cortese - mãe
- Marius Goring - Dr. Lushin
- Dandy Nichols - Zasekina
- Richard Warwick - Lt. Belovzorov
- Keith Bell - Malevsky
- Johannes Schaaf - Nirmatsky
- John Osborne - Maidanov